# Mark Ooijevaar
Mark Ooijevaar (9 november 1983) is een Nederlandse langebaanschaatser, met een voorkeur voor de lange afstanden. Sinds seizoen 2008-2009 werd Ooijevaar begeleid door het Gewest Noord-Holland/Utrecht, met als trainers Peter Bos en Annemarie Brouwer. Vanaf seizoen 2009/2010 werd Ooijevaar gesponsord door 1nP-Engenius dat onder leiding van Michiel Wienese staat, welke ook het management voerde van Ooijevaar in die periode. Na ophouden van team 1nP gaat Ooijevaar anno 2012 door voor Gewest Friesland. Vanaf 2015 heeft hij een solo carrière in het internationale mastercircuit waar hij de concurrentie internationaal en nationaal de baas is en meerdere (wereld)titels pakt. 

## Biografie
Op nationaal niveau draait Ooijevaar behoorlijk mee, maar hij behoort nog niet tot de internationale top. In 2007 won hij tijdens de Universiade de vijf en tien kilometer. Op 2 februari 2008 echter werd bekend dat Ooijevaar op basis van zijn 10 kilometer in Hamar een week eerder direct is geplaatst voor de WK Afstanden in Nagano. In Hamar was hij namelijk ruim een tiende sneller dan stayer Bob de Jong. Tijdens die WK afstanden reed hij op de tien kilometer naar de vijfde tijd. Hij nam deel aan de beide wereldbekerwedstrijden over 10 kilometer. In 2012 rijdt Ooijevaar voor het laatst een NK Allround bij de senioren en de jaren er opvolgend staat hij vaak reserve. Dit is een transitieperiode voor zijn grote successen in het master circuit vanaf 2015 t/m 2024. In die periode pakt Ooijevaar vele nationale schaatstitels bij de NK Masters maar o.a. wint hij ook 4 maal goud op de officieuze Olympische spelen voor Masters te Innsbruck in 2020 en hij herhaalt dit op de spelen voor Masters te Baselga di Pine in 2024.  Dit doet hij op zijn favoriete afstanden: 1500m, 3000m, 5000m en 10000m. 

## Trivia
Naast het schaatsen studeert Ooijevaar bos- en natuurbeheer in Wageningen aan Wageningen Universiteit.

## Persoonlijke records
| Afstand      | Tijd     | Datum           | Baan    |
| ------------ | -------- | --------------- | ------- |
| 500 meter    | 39,43    | 15 maart 2008   | Calgary |
| 1000 meter   | 1.14,76  | 15 maart 2008   | Calgary |
| 1500 meter   | 1.50,34  | 13 maart 2008   | Calgary |
| 3000 meter   | 3.46,94  | 12 maart 2008   | Calgary |
| 5000 meter   | 6.24,56  | 14 maart 2008   | Calgary |
| 10.000 meter | 13.12,60 | 27 januari 2008 | Hamar   |

## Resultaten
| Jaar | NK Afstanden          | NK Allround | WK Afstanden | Wereldbeker |
| ---- | --------------------- | ----------- | ------------ | ----------- |
| 2004 | 21e 5000m             |             |              |             |
| 2005 | 9e 10.000m            |             |              |             |
| 2006 | 21e 5000m             |             |              |             |
| 2007 | 10e 5000m 7e 10.000m  |             |              |             |
| 2008 | 7e 5000m 8e 10.000m   | NC23        | 5e 10.000m   | 27e 5/10km  |
| 2009 | 6e 5000m 5e 10.000m   |             |              | 21e 5/10km  |
| 2010 | 12e 5000m 7e 10.000m  | 12e         |              |             |
| 2011 | 13e 5000m DQ 10.000m  | NC24        |              |             |
| 2012 | 11e 5000m             | 10e         |              |             |
| 2013 | 12e 5000m 13e 10.000m | NC23        |              |             |
|      |                       |             |              |             |
| 2016 |                       | NC19        |              |             |

NC = niet gekwalificeerd voor de vierde afstand